# Just Dance (videogioco)
Just Dance è un videogioco musicale sviluppato dalla filiale parigina di Ubisoft e pubblicato dalla stessa per Wii. È stato messo in commercio il 17 novembre 2009 in Nord America, il 26 novembre in Australia e il 27 novembre in Europa. Il gioco consiste nell'imitare i ballerini che appaiono sullo schermo, tenendo in mano il Wii Remote, guadagnando punti in base a come si eseguono le mosse. I giocatori guadagnano punti in base ai movimenti svolti e a come li si esegue. Nonostante le recensioni non sempre positive del gioco e il punteggio basso in siti come Metacritic, il gioco ottenne 2 milioni di vendite in tutto il mondo in 4 mesi , per cui Ubisoft decise di convertirlo in una serie di videogiochi a pubblicazione annuale.

## Modalità di gioco
Il gioco ha tre modalità: nella prima modalità, "Partita Veloce" i giocatori selezionano un brano qualsiasi e tentano di ballare con il ballerino su schermo, ottenendo tre tipi di punteggi: X, Ok, e Great. nella seconda, la modalità "Ultimo in piedi", i giocatori hanno 7 vite, le quali diminuiscono in caso il giocatore ottenga una X ed aumentano in caso il giocatore ottenga 5 Great. L'ultima modalità, "Freeze", consiste nel fermarsi ogni volta che appare un segnale di stop sull'indicatore di punteggio, e qualora ciò non venga fatto, il giocatore perde punti. Vi è inoltre una modalità "Riscaldamento", in cui si effettua appunto un riscaldamento muscolare della durata di qualche minuto con una canzone intitolata Crispy Duck, del compositore John Brooks: al centro dello schermo c'è una figura che effettuerà rotazioni con le braccia, movimenti del collo, e stretching. Durante alcuni passi in certi brani, sullo schermo apparirà la parola inglese "Shake" (scuotere), ed agitare vigorosamente le mani durante questi passi porterà più punti al giocatore.

## Canzoni
Il gioco include 32 canzoni. Tutte le canzoni possono essere giocate in versione completa, o in una versione breve, di metà della durata. Inoltre, tutte le canzoni hanno un solo ballerino: i duetti appariranno solo nel gioco successivo della serie
| Titolo                                            | Artisti                                        | Difficoltà | Sforzo | Anno | Ballerino/i |
| ------------------------------------------------- | ---------------------------------------------- | ---------- | ------ | ---- | ----------- |
| A Little Less Conversation (JXL Radio Edit Remix) | Elvis Presley vs JXL                           | 2          | 2      | 1968 | ♂           |
| Acceptable in the 80s                             | Calvin Harris                                  | 3          | 3      | 2007 | ♀           |
| Bebe                                              | Divine Brown                                   | 2          | 1      | 2002 | ♀           |
| Can't Get You out of My Head                      | Kylie Minogue                                  | 2          | 1      | 2001 | ♀           |
| Cotton Eye Joe                                    | Rednex                                         | 1          | 3      | 1994 | ♀           |
| DARE                                              | Gorillaz                                       | 2          | 1      | 2005 | ♂           |
| Eye of the Tiger                                  | Survivor                                       | 1          | 3      | 1982 | ♀           |
| Fame (*)                                          | In the style of Irene Cara                     | 1          | 3      | 1980 | ♀           |
| Funplex (CSS Remix)                               | The B-52's                                     | 2          | 2      | 2008 | ♀           |
| Girls & Boys                                      | Blur                                           | 2          | 2      | 1994 | ♀           |
| Girls Just Want to Have Fun                       | Cyndi Lauper                                   | 1          | 2      | 1983 | ♀           |
| Groove Is in the Heart (D)                        | Deee-Lite                                      | 3          | 2      | 1990 | ♀           |
| Heart of Glass                                    | Blondie                                        | 2          | 1      | 1979 | ♀           |
| Hot N Cold (Chick Version) (D)                    | Katy Perry                                     | 1          | 3      | 2008 | ♀           |
| I Get Around                                      | The Beach Boys                                 | 2          | 1      | 1964 | ♂           |
| I Like to Move It (Radio Mix)                     | Reel 2 Real feat. The Mad Stuntman             | 2          | 2      | 1994 | ♀           |
| Jerk It Out                                       | Caesars                                        | 3          | 3      | 2003 | ♂           |
| Jin Go Lo Ba                                      | Fatboy Slim                                    | 3          | 2      | 2004 | ♀           |
| Kids in America                                   | Kim Wilde                                      | 2          | 2      | 1982 | ♀           |
| Le Freak                                          | Chic                                           | 2          | 1      | 1978 | ♀           |
| Louie Louie                                       | Iggy Pop                                       | 1          | 3      | 1992 | ♂           |
| Lump                                              | The Presidents of the United States of America | 1          | 3      | 1994 | ♂           |
| Mashed Potato Time                                | Dee Dee Sharp                                  | 1          | 1      | 1962 | ♀           |
| Pump Up the Jam (D)                               | Technotronic                                   | 2          | 3      | 1989 | ♂           |
| Ring My Bell                                      | Anita Ward                                     | 1          | 1      | 1979 | ♀           |
| Step by Step                                      | New Kids on the Block                          | 2          | 2      | 1989 | ♂           |
| Surfin' Bird                                      | The Trashmen                                   | 1          | 3      | 1963 | ♂           |
| That's the Way (I Like It)                        | KC and the Sunshine Band                       | 3          | 1      | 1975 | ♂           |
| U Can't Touch This                                | MC Hammer                                      | 2          | 3      | 1992 | ♂           |
| Wannabe                                           | Spice Girls                                    | 1          | 2      | 1996 | ♀           |
| Who Let the Dogs Out?                             | Baha Men                                       | 3          | 2      | 2000 | ♂           |
| Womanizer (*)                                     | The Gym All-Stars (Britney Spears)             | 2          | 1      | 2008 | ♀           |

- Un "(*)" indica che la canzone è una cover.
- Un "(D)" indica che la canzone è giocabile nella versione demo del gioco.[3]

Oltre alle canzoni elencate, si sa di quattro canzoni le quali sarebbero dovute apparire nel gioco, ma che non sono giocabili. Esse sono:
| Titolo              | Artisti         | Anno |
| ------------------- | --------------- | ---- |
| Soul Bossa Nova     | Quincy Jones    | 1962 |
| Jungle Boogie       | Kool & The Gang | 1973 |
| Shake               | Sam Cooke       | 1964 |
| Land Of 1000 Dances | Wilson Pickett  | 1966 |

Le prime due sono poi riapparse in Just Dance 2, mentre l'ultima invece in Just Dance 3.